# Lijst van nummer 1-hits in Duitsland in 1988
Deze hits stonden in 1988 op nummer 1 in de Musikmarkt Top 75, de bekendste hitlijst in Duitsland.
| Datum        | Artiest                   | Titel                      |
| ------------ | ------------------------- | -------------------------- |
| 1 januari    | Rick Astley               | Whenever you need somebody |
| 8 januari    | Pet Shop Boys             | Always on my mind          |
| 15 januari   | Pet Shop Boys             | Always on my mind          |
| 22 januari   | Pet Shop Boys             | Always on my mind          |
| 29 januari   | Pet Shop Boys             | Always on my mind          |
| 5 februari   | Pet Shop Boys             | Always on my mind          |
| 12 februari  | Pet Shop Boys             | Always on my mind          |
| 19 februari  | Guillermo Marchena        | My love is a tango         |
| 26 februari  | Guillermo Marchena        | My love is a tango         |
| 4 maart      | Taylor Dayne              | Tell it to my heart        |
| 11 maart     | Taylor Dayne              | Tell it to my heart        |
| 18 maart     | Taylor Dayne              | Tell it to my heart        |
| 25 maart     | Taylor Dayne              | Tell it to my heart        |
| 1 april      | Taylor Dayne              | Tell it to my heart        |
| 8 april      | Kylie Minogue             | I should be so lucky       |
| 15 april     | Kylie Minogue             | I should be so lucky       |
| 22 april     | Pet Shop Boys             | Heart                      |
| 29 april     | Pet Shop Boys             | Heart                      |
| 6 mei        | Pet Shop Boys             | Heart                      |
| 13 mei       | Pet Shop Boys             | Heart                      |
| 20 mei       | France Gall               | Ella elle l'a              |
| 27 mei       | France Gall               | Ella elle l'a              |
| 3 juni       | France Gall               | Ella elle l'a              |
| 10 juni      | France Gall               | Ella elle l'a              |
| 17 juni      | Ofra Haza                 | Im nin' alu                |
| 24 juni      | Ofra Haza                 | Im nin' alu                |
| 1 juli       | Ofra Haza                 | Im nin' alu                |
| 8 juli       | Ofra Haza                 | Im nin' alu                |
| 15 juli      | Ofra Haza                 | Im nin' alu                |
| 22 juli      | Ofra Haza                 | Im nin' alu                |
| 29 juli      | Ofra Haza                 | Im nin' alu                |
| 5 augustus   | Ofra Haza                 | Im nin' alu                |
| 12 augustus  | Fat Boys & Chubby Checker | The Twist                  |
| 19 augustus  | Milli Vanilli             | Girl you know it's true    |
| 26 augustus  | Milli Vanilli             | Girl you know it's true    |
| 2 september  | Milli Vanilli             | Girl you know it's true    |
| 9 september  | Milli Vanilli             | Girl you know it's true    |
| 16 september | Milli Vanilli             | Girl you know it's true    |
| 23 september | Milli Vanilli             | Girl you know it's true    |
| 30 september | Koreana                   | Hand in hand               |
| 7 oktober    | Koreana                   | Hand in hand               |
| 14 oktober   | Koreana                   | Hand in hand               |
| 21 oktober   | Whitney Houston           | One moment in time         |
| 28 oktober   | Whitney Houston           | One moment in time         |
| 4 november   | Bobby McFerrin            | Don't worry, be happy      |
| 11 november  | Bobby McFerrin            | Don't worry, be happy      |
| 18 november  | Bobby McFerrin            | Don't worry, be happy      |
| 25 november  | Bobby McFerrin            | Don't worry, be happy      |
| 2 december   | Bobby McFerrin            | Don't worry, be happy      |
| 9 december   | Bobby McFerrin            | Don't worry, be happy      |
| 16 december  | Bobby McFerrin            | Don't worry, be happy      |
| 23 december  | Bobby McFerrin            | Don't worry, be happy      |
| 30 december  | Bobby McFerrin            | Don't worry, be happy      |